# Prima Categoria Umbria 1974-1975
Nella stagione 1974-1975 in Umbria il massimo livello regionale continuava ad essere la Prima Categoria, campionato giunto alla sedicesima edizione.
Questo è il girone unico organizzato dal Comitato Regionale Umbro.

## Squadre partecipanti
| Squadra          | Città (provincia)                       | Stagione 1973-1974                                                   |
| ---------------- | --------------------------------------- | -------------------------------------------------------------------- |
| Angelana         | Santa Maria degli Angeli di Assisi (PG) | 7° in Prima Categoria Umbria                                         |
| Assisi           | Assisi (PG)                             | 3° in Prima Categoria Umbria                                         |
| Bevagna          | Bevagna (PG)                            | 8° in Prima Categoria Umbria                                         |
| Cortona Camucia  | Cortona (AR)                            | 17° in Serie D/E, retrocesso                                         |
| Deruta           | Deruta (PG)                             | 5° in Prima Categoria Umbria                                         |
| Elettrocarbonium | Narni Scalo (TR)                        | 1° in Seconda Categoria Umbria/C, promossa                           |
| Gualdo           | Gualdo Tadino (PG)                      | 11° in Prima Categoria Umbria                                        |
| Lama             | Lama di San Giustino (PG)               | 13° in Prima Categoria Umbria                                        |
| Narnese          | Narni (TR)                              | 2° in Prima Categoria Umbria                                         |
| Nestor           | Marsciano (PG)                          | 10° in Prima Categoria Umbria                                        |
| Orte Filesi      | Orte (VT)                               | 4° in Prima Categoria Umbria                                         |
| Pievese          | Città della Pieve (PG)                  | 1° in Seconda Categoria Umbria/A, promossa dopo spareggio-promozione |
| Ponte Pattoli    | Ponte Pattoli di Perugia                | 1° in Seconda Categoria Umbria/B, promosso                           |
| Pontevecchio     | Ponte San Giovanni di Perugia           | 12° in Prima Categoria Umbria                                        |
| Tiberis          | Umbertide (PG)                          | 9° in Prima Categoria Umbria                                         |
| Todi             | Todi (PG)                               | 6° in Prima Categoria Umbria                                         |

## Classifica finale
|  | Pos. | Squadra          | Pt | G  | V  | N  | P  | GF | GS | DR  |
|  | ---- | ---------------- | -- | -- | -- | -- | -- | -- | -- | --- |
|  | 1.   | Orte Filesi      | 47 | 30 | 19 | 9  | 2  | 44 | 18 | +26 |
|  | 2.   | Assisi           | 39 | 30 | 14 | 11 | 5  | 37 | 20 | +17 |
|  | 3.   | Narnese          | 38 | 30 | 16 | 6  | 8  | 46 | 27 | +19 |
|  | 4.   | Cortona Camucia  | 35 | 30 | 11 | 13 | 6  | 33 | 22 | +11 |
|  | 5.   | Todi             | 34 | 30 | 12 | 10 | 8  | 34 | 31 | +3  |
|  | 6.   | Pontevecchio     | 30 | 30 | 10 | 10 | 10 | 36 | 32 | +4  |
|  | 6.   | Angelana         | 30 | 30 | 7  | 16 | 7  | 32 | 32 | 0   |
|  | 8.   | Lama             | 29 | 30 | 9  | 11 | 10 | 34 | 35 | -1  |
|  | 8.   | Elettrocarbonium | 29 | 30 | 10 | 9  | 11 | 29 | 31 | -2  |
|  | 8.   | Gualdo           | 29 | 30 | 9  | 11 | 10 | 33 | 41 | -8  |
|  | 11.  | Tiberis          | 28 | 30 | 9  | 10 | 11 | 39 | 35 | +4  |
|  | 12.  | Nestor           | 27 | 30 | 7  | 13 | 10 | 33 | 34 | -1  |
|  | 13.  | Deruta           | 26 | 30 | 6  | 14 | 10 | 35 | 44 | -9  |
|  | 13.  | Bevagna          | 26 | 30 | 8  | 10 | 12 | 34 | 44 | -10 |
|  | 15.  | Pievese          | 17 | 30 | 4  | 9  | 17 | 29 | 60 | -31 |
|  | 16.  | Ponte Pattoli    | 16 | 30 | 4  | 8  | 18 | 22 | 44 | -22 |

Legenda:

      Promossa in Serie D 1975-1976.
      Retrocessa in Seconda Categoria Umbria 1975-1976.
Regolamento:

Due punti a vittoria, uno a pareggio, zero a sconfitta.
Note:

La Nestor è stata successivamente ripescata.